# 劉登榜
劉登榜（？—？），山西平定州人，清朝政治人物。进士出身。
道光四年二月，擔任清朝廣東省潮州府豐順縣知縣。后由翁忠瀚接任。道光五年九月回任。后由鄒亮接任。道光八年十月回任。后由李彬接任。